# Gastornis
Gastornis, eller Diatryma, er en uddød slægt af store fugle der levede i Palæogen perioden.
I Europa blev slægten kaldt Gastornis, hvis medlemmer var gennemsnitlig 1,75m høje. I Nordamerika var der en slægtning der var 2m høj, som blev placeret i sin egen slægt Diatryma. De anses nu for at være samme slægt, Gastornis.
De havde et usædvanligt stort næb, der muligvis betyder at de var kødædende.
De havde kun små vinger, så de kunne ikke flyve.